# 横須賀まりこ
横須賀 まりこ（よこすか まりこ、1981年8月29日 - ）は、日本の元レースクイーンであり、タレントである。1999年（平成11年）、『日本で初めての女子高生レースクイーン』 としてデビューしたことで知られる。

## 人物
1981年（昭和56年）、東京都生まれ。趣味は、妄想とビデオ鑑賞、格闘技観戦、読書であり、スキューバダイビングとテニス、絵画などを得意とする。
1999年（平成11年）、『ビィブライズ（Be Brides）』のレースクイーンとなった。これは、日本で初めての現役高校生レースクイーンであるとして報じられた。
2002年（平成14年）には、『K-1 ワールド・マックス』のラウンドガールを務め、レースクイーンとしては『A&S カー倶楽部』（2002年）、『オリンピック kondo』（2003年）、『イクリプスレディー』（2004年）などを歴任した。また、2004年（平成16年）には、「東京オートサロン」のイメージガール 『A-class』の一員としてCDをリリースしたほか、「エイベックス サイバー・クイーン」も務めた。
さらに、女優として、ドラマ 『新・お水の花道』（2001年、フジテレビ）や『カバチタレ!』（同）、『恋がしたい恋がしたい恋がしたい』（2001年、TBS）、映画 『旋風の用心棒』（2003年、エムロックス）などにも出演している。

## 作品

### DVD
- un-chained（2003年4月、コムアライアンス）
- LUCKY LADY（2003年11月、イーネット・フロンティア）
- レースクィーン・アイドル vol.1（2004年1月、コムアライアンス）・・・共演：吉田千晃、渡邊智子

## 出演
- CM 『コカコーラ』[3]

## 書籍

### 写真集
- Surprise!（2002年12月、ぶんか社、撮影：TAKEO Dec.）ISBN 978-4821124886